# 평화로 (의정부 철원)
평화로(平和路, Pyeonghwa-ro)는 경기도 의정부시 호원동 서울특별시계와 강원특별자치도 철원군을 거쳐 월정리역까지 연결하는 도로다. 실제 통행은 대마사거리(월정리전망대)까지만 가능하며 대마사거리 ~ 월정리역 구간은 민간인 통제 구역이기 때문에 허가받지 않고 출입할 수 없다. 경기도 북동부 지역을 남북으로 관통한다.

## 역사
- 1997년 8월 30일 : 동두천 ~ 전곡간 도로(동두천시 하봉암동 ~ 연천군 전곡읍 은대리) 8.07km 구간 확장 개통, 기존 4.06km 구간 폐지[1]
- 2001년 12월 29일 : 동두천 ~ 전곡간 도로(연천군 전곡읍 전곡리 ~ 은대리) 1.0km 구간 확장 개통, 기존 1.1km 구간 폐지[2][3]
- 2003년 4월 10일 : 연천군 신서면 도신리 600m 구간 확장 개통[4]
- 2010년 3월 15일 : 2개 이상 시·도에 걸쳐 있는 도로로 평화로를 고시[5]
- 2017년 1월 25일 : 연천 ~ 신탄리간 도로(연천군 연천읍 동막리 ~ 신서면 도신리) 8.1km 구간 개통[6]
- 2017년 5월 1일 : 연천 ~ 신탄리간 도로(연천군 신서면 도신리) 2.7km 구간 개통[7]

## 주요 경유지
경기도
- 의정부시 (호원동 · 의정부동 · 가능동 · 녹양동) - 양주시 (남방동 · 마전동 · 산북동 · 덕계동 · 회정동 · 은현면 · 봉양동) - 동두천시 (송내동 · 지행동 · 생연동 · 보산동 · 동두천동 · 상봉암동 · 하봉암동) - 연천군 (청산면 · 전곡읍)

강원특별자치도
- 철원군

## 노선

### 경기도

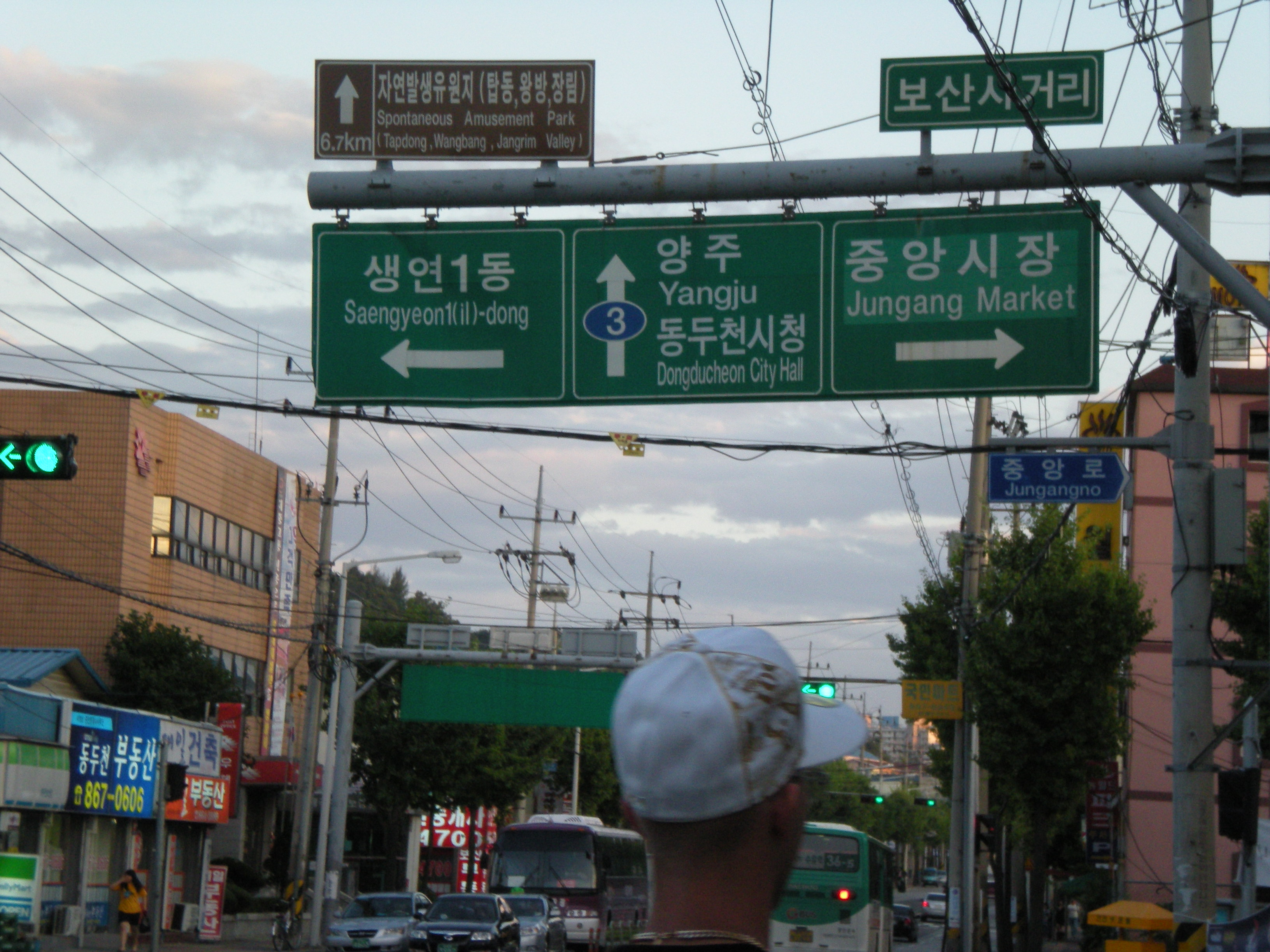
동두천의 보산사거리 (양주 방향)

| 이름                                       | 접속 노선                                         | 소재지        | 소재지                                                                  | 비고                                    |
| 도봉로와 직결                              | 도봉로와 직결                                     | 도봉로와 직결 | 도봉로와 직결                                                           | 도봉로와 직결                           |
| ------------------------------------------ | ------------------------------------------------- | ------------- | ----------------------------------------------------------------------- | --------------------------------------- |
| 다락교                                     |                                                   | 의정부시      | 호원동                                                                  |                                         |
| 호원고가교                                 | 서부로                                            | 의정부시      | 호원동                                                                  |                                         |
| 롯데아파트앞 교차로                        | 서계로 창포원로                                   | 의정부시      | 호원동                                                                  |                                         |
| 망월교                                     |                                                   | 의정부시      | 호원동                                                                  |                                         |
| 망월사역 교차로                            | 망월로                                            | 의정부시      | 호원동                                                                  |                                         |
| 로체스터병원                               | 안말로                                            | 의정부시      | 호원동                                                                  |                                         |
| 회룡교                                     |                                                   | 의정부시      | 호원동                                                                  |                                         |
| 회룡역앞 교차로                            | 회룡로                                            | 의정부시      | 호원동                                                                  |                                         |
| 의정부교앞 교차로                          | 백석로                                            | 의정부시      | 호원동                                                                  |                                         |
| 의정부교                                   |                                                   | 의정부시      | 호원동                                                                  |                                         |
| 의정부동                                   |                                                   | 의정부시      |                                                                         |                                         |
| 경의 교차로                                | 경의로 태평로                                     | 의정부시      |                                                                         |                                         |
| 의정부역동부 교차로 (의정부역)             | 시민로 행복로                                     | 의정부시      |                                                                         |                                         |
| 흥선지하차도 교차로                        | 흥선로                                            | 의정부시      |                                                                         |                                         |
| 중앙 교차로                                | 호국로                                            | 의정부시      |                                                                         |                                         |
| 문화 교차로                                | 가능로                                            | 의정부시      |                                                                         |                                         |
| 가재울 교차로                              | 신촌로 태평로 평화로658번길                       | 의정부시      |                                                                         |                                         |
| 가능 교차로                                | 국도 제39호선 (가금로)                            | 의정부시      | 가능동                                                                  |                                         |
| 녹양교                                     |                                                   | 의정부시      | 가능동                                                                  |                                         |
| 녹양동                                     |                                                   | 의정부시      |                                                                         |                                         |
| 녹양사거리                                 | 서부로                                            | 의정부시      |                                                                         |                                         |
| 비석사거리                                 | 마전로 산성로                                     | 의정부시      |                                                                         |                                         |
| 비석사거리                                 | 마전로 산성로                                     | 양주시        | 양주동                                                                  |                                         |
| 남방교                                     |                                                   | 양주시        | 양주동                                                                  |                                         |
| 양주역삼거리                               | 외미로64번길                                      | 양주시        | 양주동                                                                  |                                         |
| 외미 교차로                                | 부흥로                                            | 양주시        | 양주동                                                                  |                                         |
| 마전교                                     |                                                   | 양주시        | 양주동                                                                  |                                         |
| 양주시청사거리                             | 국가지원지방도 제98호선 지방도 제360호선 (부흥로) | 양주시        | 양주동                                                                  |                                         |
| 산북교                                     |                                                   | 양주시        | 양주동                                                                  |                                         |
| 샘내고개                                   |                                                   | 양주시        | 양주동                                                                  |                                         |
| 회천동                                     |                                                   | 양주시        |                                                                         |                                         |
| 덕계삼거리                                 | 고덕로                                            | 양주시        |                                                                         |                                         |
| 덕계공원사거리                             | 고덕로139번길 평화로1475번길                      | 양주시        |                                                                         |                                         |
| 회정삼거리                                 | 회정로 평화로1597번길                             | 양주시        |                                                                         |                                         |
| 덕정사거리                                 | 국가지원지방도 제56호선 (화합로)                  | 양주시        |                                                                         |                                         |
| 북양주 나들목                              | 400호선 수도권제2순환고속도로                     | 양주시        |                                                                         |                                         |
| 회천교                                     |                                                   | 양주시        | 은현면                                                                  |                                         |
| 회천교                                     | 회천동                                            | 양주시        |                                                                         |                                         |
| 봉양 교차로                                | 국도 제3호선 (신평화로)                           | 양주시        |                                                                         |                                         |
| 봉양사거리                                 | 용암로 칠봉산로                                   | 양주시        |                                                                         |                                         |
| 송내삼거리                                 | 강변로                                            | 동두천시      | 송내동                                                                  |                                         |
| 송내사거리                                 | 동우로 송내로                                     | 동두천시      | 송내동                                                                  |                                         |
| GS슈퍼마켓 동두천점                        | 아담로                                            | 동두천시      | 송내동                                                                  |                                         |
| 지행역                                     | 지행로                                            | 동두천시      | 송내동                                                                  |                                         |
| 대원빌라사거리                             | 장고갯로                                          | 동두천시      | 송내동                                                                  |                                         |
| 대원빌라사거리                             | 장고갯로                                          | 동두천시      | 생연동                                                                  |                                         |
| 생골사거리                                 | 지방도 제364호선 지방도 제379호선 (삼육사로)      | 동두천시      |                                                                         |                                         |
| 유림사거리                                 | 생골로 큰시장로                                   | 동두천시      |                                                                         |                                         |
| 정장사거리                                 | 정장로                                            | 동두천시      |                                                                         |                                         |
| 동연사거리                                 | 동광로                                            | 동두천시      |                                                                         |                                         |
| 보산사거리                                 | 중앙로                                            | 동두천시      |                                                                         |                                         |
| 보산광장삼거리                             | 장고갯로                                          | 동두천시      | 보산동                                                                  |                                         |
| (미2사단)                                  | 상패로                                            | 동두천시      | 보산동                                                                  |                                         |
| 동두천제2교                                |                                                   | 동두천시      | 보산동                                                                  |                                         |
| 소요동                                     |                                                   | 동두천시      |                                                                         |                                         |
| 동두천역                                   |                                                   | 동두천시      |                                                                         |                                         |
| 소요동 행정복지센터                        | 국가지원지방도 제39호선                           | 동두천시      |                                                                         |                                         |
| 동양대학교 동두천캠퍼스                    |                                                   | 동두천시      |                                                                         |                                         |
| 소요산사거리                               | 봉동로 평화로2910번길                             | 동두천시      |                                                                         |                                         |
| 말뚝고개삼거리                             | 청신로                                            | 동두천시      |                                                                         |                                         |
| 초성교                                     |                                                   | 연천군        | 청산면                                                                  |                                         |
| 신천 교차로                                | 국도 제3호선 (신평화로)                           | 연천군        | 청산면                                                                  |                                         |
| 초성 교차로                                | 국도 제3호선 (신평화로) 지방도 제368호선 (청신로) | 연천군        | 청산면                                                                  | 국도 제3호선 구간                       |
| 학담삼거리                                 | 학담로89번길                                      | 연천군        | 청산면                                                                  | 국도 제3호선 구간                       |
| 대전삼거리                                 | 지방도 제372호선 (청창로)                         | 연천군        | 청산면                                                                  | 국도 제3호선 구간 지방도 제372호선 구간 |
| 한탄대교사거리                             | 고능로                                            | 연천군        | 청산면                                                                  | 국도 제3호선 구간 지방도 제372호선 구간 |
| 한탄대교                                   |                                                   | 연천군        | 청산면                                                                  | 국도 제3호선 구간 지방도 제372호선 구간 |
| 전곡읍                                     |                                                   | 연천군        |                                                                         | 국도 제3호선 구간 지방도 제372호선 구간 |
| 사랑동삼거리                               | 평화로443번길                                     | 연천군        |                                                                         | 국도 제3호선 구간 지방도 제372호선 구간 |
| 전곡입구오거리                             | 전곡로 한여울로 전곡로6번길                       | 연천군        |                                                                         | 국도 제3호선 구간 지방도 제372호선 구간 |
| 효사랑병원앞 교차로                        | 밤골로                                            | 연천군        |                                                                         | 국도 제3호선 구간 지방도 제372호선 구간 |
| (이름 없음)                                | 양연로                                            | 연천군        | 국도 제3호선 구간 지방도 제372호선 구간 상행 진입시 구석기사거리로 우회 |                                         |
| 구석기사거리                               | 전곡역로                                          | 연천군        | 국도 제3호선 구간 지방도 제372호선 구간                                 |                                         |
| 영도사거리                                 | 전곡로161번길 평화로629번길                       | 연천군        | 국도 제3호선 구간 지방도 제372호선 구간                                 |                                         |
| 전곡교 교차로 (전곡교)                     | 지방도 제372호선 (청정로) 전영로                  | 연천군        | 국도 제3호선 구간 지방도 제372호선 구간                                 |                                         |
| 태풍아파트입구                             | 평화로699번길                                     | 연천군        | 국도 제3호선 구간                                                       |                                         |
| 은대삼거리                                 | 은대로                                            | 연천군        | 국도 제3호선 구간                                                       |                                         |
| 은대육교 바래마을입구                      |                                                   | 연천군        | 국도 제3호선 구간                                                       |                                         |
| 은대 교차로                                | 국도 제37호선 (동서로)                            | 연천군        | 국도 제3호선 구간                                                       |                                         |
| 어수물입구 교차로                          | 평화로919번길                                     | 연천군        | 국도 제3호선 구간                                                       |                                         |
| 고포리입구                                 | 통현길                                            | 연천군        | 국도 제3호선 구간                                                       | 연천읍                                  |
| 통현삼거리                                 | 국가지원지방도 제78호선 (현문로)                  | 연천군        | 국도 제3호선 구간 국가지원지방도 제78호선 구간                          | 연천읍                                  |
| 연천진입삼거리                             | 연천로                                            | 연천군        | 국도 제3호선 구간 국가지원지방도 제78호선 구간                          | 연천읍                                  |
| 동막사거리                                 | 동내로 연천로42번길                               | 연천군        | 국도 제3호선 구간 국가지원지방도 제78호선 구간                          | 연천읍                                  |
| 에미교                                     |                                                   | 연천군        | 국도 제3호선 구간 국가지원지방도 제78호선 구간                          | 연천읍                                  |
| 연천 교차로                                | 국가지원지방도 제78호선 (연신로)                  | 연천군        | 국도 제3호선 구간 국가지원지방도 제78호선 구간                          | 연천읍                                  |
| 옥산교 옥산1천교                           |                                                   | 연천군        | 국도 제3호선 구간                                                       | 연천읍                                  |
| 옥산 교차로                                |                                                   | 연천군        | 국도 제3호선 구간                                                       | 연천읍                                  |
| 옥산2천교 옥산3천교                        |                                                   | 연천군        | 국도 제3호선 구간                                                       | 연천읍                                  |
| 와초 교차로                                | 합내로                                            | 연천군        | 국도 제3호선 구간                                                       | 연천읍                                  |
| 꽃봉산천교                                 |                                                   | 연천군        | 국도 제3호선 구간                                                       | 연천읍                                  |
| 신서 교차로                                | 국도 제3호선 (연신로)                             | 연천군        | 국도 제3호선 구간                                                       | 신서면                                  |
| 내산리입구 교차로                          | 지방도 제376호선 (도내로)                         | 연천군        | 지방도 제376호선과 중복                                                 | 신서면                                  |
| 도신3리삼거리                              | 장거리길                                          | 연천군        | 지방도 제376호선과 중복                                                 | 신서면                                  |
| 도신육교                                   |                                                   | 연천군        | 지방도 제376호선과 중복                                                 | 신서면                                  |
| 방아다리삼거리                             | 지방도 제376호선 (도신로)                         | 연천군        | 지방도 제376호선과 중복                                                 | 신서면                                  |
| 대광초등학교 대광리역 경기도학생연천야영장 |                                                   | 연천군        |                                                                         | 신서면                                  |
| 신탄리역                                   | 고대산길                                          | 연천군        |                                                                         | 신서면                                  |
| 신탄교                                     |                                                   | 연천군        |                                                                         | 신서면                                  |

### 강원특별자치도
| 이름                 | 접속 노선                               | 소재지 | 소재지 | 비고                 |
| -------------------- | --------------------------------------- | ------ | ------ | -------------------- |
| 대마리               |                                         | 철원군 | 철원읍 |                      |
| 백마고지역           |                                         | 철원군 | 철원읍 |                      |
| 대마사거리           | 국도 제87호선 지방도 제463호선 (묘장로) | 철원군 | 철원읍 |                      |
| 사요리 외촌리 내포리 |                                         | 철원군 | 철원읍 | 민간인 출입통제 구간 |
| 월정리역             | 두루미로                                | 철원군 | 철원읍 | 민간인 출입통제 구간 |

## 주요 건물 및 시설
- 호원파출소 (경기도 의정부시 평화로 159)
- 망월사역 (경기도 의정부시 평화로 221)
- 로체스터병원 (경기도 의정부시 평화로 252)
- 한국교통안전공단 경기북부본부 (경기도 의정부시 평화로 285)
- LG헬로비전 나라방송 (경기도 의정부시 평화로 340)
- 회룡역 (경기도 의정부시 평화로 363)
- 의정부3동우체국 (경기도 의정부시 평화로 482)
- 한화생명 의정부사옥 (경기도 의정부시 평화로 516)
- 경기북부보훈지청 (경기도 의정부시 평화로 589)
- 성베드로병원 (경기도 의정부시 평화로 622)
- 가능역 (경기도 의정부시 평화로 633)
- 추병원 (경기도 의정부시 평화로 650)
- 대원여객 (경기도 의정부시 평화로 692)
- 녹양역 (경기도 의정부시 평화로 757)
- 양주역 (경기도 양주시 평화로 919)
- 양주1동우체국 (경기도 양주시 평화로 1009)
- 경기섬유종합지원센터 (경기도 양주시 평화로 1215)
- 양주덕산초등학교 (경기도 양주시 평화로 1418-6)
- 덕계파출소 (경기도 양주시 평화로 1427)
- 양주덕계우편취급국 (경기도 양주시 평화로 1445)
- 롯데마트 양주점 (경기도 양주시 평화로 1547)
- 회정초등학교 (경기도 양주시 평화로 1567)
- LF스퀘어 양주점 (경기도 양주시 평화로 1593)
- 오렌지팩토리 양주점 (경기도 양주시 평화로 1621)
- 양주경찰서 (경기도 양주시 평화로 1699)
- 이마트 양주점 (경기도 양주시 평화로 1713)
- 회정2통마을회관 (경기도 양주시 평화로 1768)
- 성음악기 (경기도 양주시 평화로 1837)
- 옥정하수처리장 (경기도 양주시 평화로 1920)
- 한국전력공사 동두천지사 (경기도 동두천시 평화로 2262)
- 동두천중앙고등학교 (경기도 동두천시 평화로 2280)
- 지행역 (경기도 동두천시 평화로 2285)
- 롯데슈퍼 동두천점 (경기도 동두천시 평화로 2375)
- 동두천우체국 (경기도 동두천시 평화로 2518)
- 보산역 (경기도 동두천시 평화로 2539)
- 동두천역 (경기도 동두천시 평화로 2687)
- 소요파출소 (경기도 동두천시 평화로 2695)
- 소요동 행정복지센터 (경기도 동두천시 평화로 2706)
- 동양대학교 동두천캠퍼스 (경기도 동두천시 평화로 2741)
- 소요산역 (경기도 동두천시 평화로 2925)
- 티클라우드CC (경기도 동두천시 평화로 3202)
- 청산면의용소방대 (경기도 연천군 청산면 평화로 209)
- 청산파출소 (경기도 연천군 청산면 평화로 229)
- 삼영모방 (경기도 연천군 전곡읍 평화로 515)
- 효사랑병원 (구 전곡백병원, 경기도 연천군 전곡읍 평화로 525)
- 전곡농협 (경기도 연천군 전곡읍 평화로 557)
- 연천소방서 (경기도 연천군 전곡읍 평화로892)

## 같이 보기
- 신평화로